# Portail Saint-Félix
Le portail Saint-Félix est un portail situé aux Mées, en France.

## Localisation
Le portail est situé sur la commune des Mées, dans le département français des Alpes-de-Haute-Provence.

## Historique
L'édifice est inscrit au titre des monuments historiques en 1989.